# Ryo Mabuchi
Ryo Mabuchi (* 12. März 1933 in der Präfektur Ishikawa; † 22. November 2021) war ein japanischer Wasserspringer.
Ryo Mabuchi belegte bei den Olympischen Sommerspielen 1956 im Kunstspringen den 18. und im Turmspringen den 12. Platz. Zwei Jahre später konnte er bei den Asienspielen in Tokio die Goldmedaille im Turmspringen gewinnen. Bei den Olympischen Sommerspielen 1960 in Rom startete Mabuchi nur im Turmspringen, wo er den 13. Rang belegte.
Seine Frau Kanoko Mabuchi war ebenfalls Wasserspringerin, die an drei Olympischen Spielen teilnahm. Auch die gemeinsame Tochter des Paares Yoshino Mabuchi wurde Wasserspringerin und nahm 1984 an den Olympischen Spielen teil.